# فرودگاه موس ریگ
فرودگاه موس ریگ (به انگلیسی: Moss Airport, Rygge) (به زبان بومی: Moss lufthavn, Rygge) یک فرودگاه با کد یاتا RYG است که یک باند فرود آسفالت دارد و طول باند آن ۲۴۴۲ متر است. این فرودگاه در شهر اسلو کشور نروژ قرار دارد و در ارتفاع ۱۷ متری از سطح دریا واقع شده‌است.